# Praděd
Praděd (pronúncia checa:ˈpraɟɛt; em alemão:  Altvater; polonês: Pradziad; "Avô") (1 491,3 metros) é a montanha mais alta das montanhas Hrubý Jeseník, da Silésia checa, e a quinta mais alta da República Checa. 
A temperatura média anual é cerca de 1°C.
Uma transmissora de televisão está situada no topo, possui 162 m de altura. A plataforma superior é usada como torre de observação. A montanha também é popular para a prática de esqui.

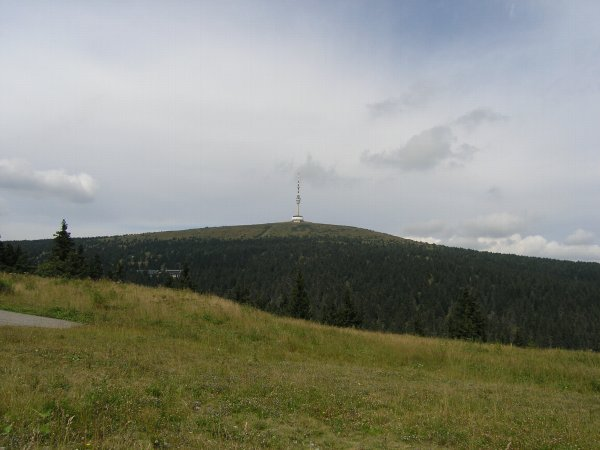
Topo do Praděd, em agosto de 2005

A transmissora foi construída entre 1968 e 1983. Um restaurante está localizado nas instalações e pode ser acessado por rodovia pavimentada. Os montes Alto Tatras e Malá Fatra e os Alpes podem se vistos da plataforma da torre de observação.